# Елецкий, Иван Михайлович
Князь Иван Михайлович Елецкий (1 января 1535 — 11 августа 1601) — голова, наместник и воевода в правление царя Ивана Грозного.

## Биография
В 1565 году один из поручителей в 200 рублей за боярина князя Василия Семёновича Серебряного и его сына Бориса. В 1577—1578 годах — голова в «наряде» (артиллерия) в русской армии во время ливонского похода.
В 1578 году вместе с дворянином Леонтием Григорьевичем Валуевым руководил обороной ливонской крепости Ленварден, осажденной рижанами и литовцами: «Не имея хлеба, а только железо и порох, он с Леонтием Григорьевичем Волуевым и с горстью людей бились как герои в течение месяца, питались лошадиным мясом, кожами и своим мужеством победили неприятеля, он ушёл, оставив множество трупов под стенами города».
В 1581 году воевода и наместник в Перми Великой, получил царский указ защищать владения купцов Строгановых от набегов инородцев. В октябре 1582 года участвовал в подавлении восстания луговых черемисов (1581—1585) во время Третьей черемисской войны. В 1585 году отправлен полковым воеводой в Великий Новгород для разведки и вылазок.
Владел вотчиной в Московском уезде.
Был женат на княжне Евдокии Никитичне, дочери князя Никиты Романовича Одоевского. Детей не оставил.